# 李知柔
李知柔（？—900年），唐朝宗室，薛王李隆业的玄孙，嗣薛王李琄的曾孙。祖父嗣薛王李邃，父亲嗣薛王李宓。
李知柔嗣王，两次为宗正卿。擢升为京兆尹。当时郑国渠、白渠梗塞，人民不得丰年。李知柔调任三辅京兆尹，治复旧道，灌浸如约，遂无旱虞，人民见皇帝请立石纪功，李知柔坚持辞让而止。加检校司徒、同中书门下平章事。他营缉太庙，判度支，充诸道盐铁转运使。895年，唐昭宗出走莎城，只有李知柔跟从，车舆器用庖厨膳食都有他主管，大小事情都很周到。李知柔生性俭约，虽官位显赫，但没有私人宅第。896年，出任清海军节度使，在广州任上廉洁，按时上贡朝廷，升任检校太傅，兼侍中。做官四十年，为宗室中的佼佼者。900年，在节镇去世。

## 传記資料
- 《新唐書》薛王业传